# Ямайка на зимних Олимпийских играх 2002
Ямайка принимала участие в Зимних Олимпийских играх 2002 года в Солт-Лейк-Сити (США). Ямайские бобслеисты участвовали в пятой Олимпиаде подряд, но на этот раз участвовали только в соревнованиях двоек, где экипаж Уинстона Уоттса отметился одними из лучших результатов на разгоне, а в финальном заезде и вовсе установив в этом упражнении лучшее время.

## Результаты

### Бобслей
| Экипаж | Спортсмены                   | Дисциплина | 1-й спуск | 1-й спуск | 2-й спуск | 2-й спуск | 3-й спуск | 3-й спуск | 4-й спуск | 4-й спуск | Итог    | Итог  |
| Экипаж | Спортсмены                   | Дисциплина | Время     | Место     | Время     | Место     | Время     | Место     | Время     | Место     | Время   | Место |
| ------ | ---------------------------- | ---------- | --------- | --------- | --------- | --------- | --------- | --------- | --------- | --------- | ------- | ----- |
| JAM-1  | Уинстон Уоттс Ласеллес Браун | двойки     | 48.59     | 27        | 48.58     | 26        | 49.01     | 28        | 48.76     | 27        | 3:14.94 | 28    |